# 愛的力量
《愛的力量》（日语：恋ノチカラ）是日本富士電視台製作的電視劇，從2002年1月10日開始播放到2002年3月21日。播放時間是星期四 22:00-22:54，其中第一集與最後一集，還會增加15分鐘。平均收視率為16.9%，最高收視率是第一集20.6%。
2002年6月28日出版錄影帶、7月26日出版DVD（全四片）。

## 劇情概要
廣告代理商庶務部門工作的女主角本宮籐子，某天突然被自己所憧憬的同公司設計師貫井功太郎邀請創業。但當她到新公司上班時，功太郎才發現他找錯人了。
在工作過程中，兩人漸漸產生了情愫…。

## 其他
- 本劇是以30歲女性為主人公的題材，女主角深津繪里本人當年也剛好30歲。
- 本劇幕後製作是「大和拜金女」的班底，於該作製作後，繼續製作本劇(比如編劇是同一人)。
- 女主角本宮籐子，開場時吃洋芋片、喝紅酒、看電視、凌亂的房間、沒有男人緣，但是認真的工作態度情節，後來也被稱為是「魚乾女」。魚乾女在2007年的日劇螢之光裡面，成為主軸。此作可算是前例。

## 演員
本宮籐子（30） - 深津繪里
大廣告公司工作的30歲單身上班族。沒有情人。3年前因為工作失敗的原因被降職到庶務部門，每天都有焦慮感，因此每天晚上都要飲酒。在這樣的日子中，某天與到同公司的貫井功太郎，並被吸引。
貫井功太郎（35） - 堤真一
籐子同公司、人氣旺的設計師。因為專注工作而對女性毫無興趣。因為工作而跟上司意見對立，辭職後跟木村壯吾一起開設「貫井企畫」。聘僱了一個秘書，但因為找錯人而找到籐子。
倉持春菜（23） - 矢田亞希子
籐子的室友，他哥哥以前跟籐子有交往過。白天在銀行工作，晚上在圖書館講座等，是相當努力的人。他父親是貫井企畫合作的「廣小路製藥」宣傳部長。原本跟貫井交往，打算跟貫井結婚。
木村壯吾（25） - 坂口憲二
因為崇拜貫井而進入廣告界，並和他一起創業。跟貫井不一樣的是，相當受到女子歡迎，但也又實力。
寺石香里（28） - 久我陽子 
壯吾在高中時代打工時所喜歡的女性，跟壯吾一樣都是金澤人。在結婚時因為跟丈夫關係日益疏遠，而跟壯吾日益熱絡，產生了不倫的關係。
須田真季（30） - 猫背椿 
籐子在廣告公司一起的庶務部同事，會跟籐子一起打鬧，分享心事。對年紀輕、戀愛中的女性很嫉妒。
長谷川郁子（21） - 菅原禄弥 
跟春菜一樣會參加書法講座的年輕上班族。對壯吾有好感。
楠木賢明（60） - 志賀廣太郎 
迎向100週年「楠木文具」的社長，貫井企畫第一個客戶。溫厚的個性，一開始不願意給貫井機會，但最後的產品非常暢銷。
吉武宣夫（40） - 西村雅彦 
原本跟貫井都是原公司的業務員，相當重視妻子與家庭，也是非常努力的人，對世間的事務感到相當嚴苛。一開始認為貫井企畫是公司的敵人，但後來跳槽到貫井企畫工作。
佐藤 - 長谷川初範（第1集）
籐子在原公司的上司。
倉持勇祐 - 谷原章介（第8・9集） 
春菜的哥哥，5年前與籐子交往。現在在海外出差。曾經問妹妹，你真的愛貫井嗎？
倉持澄子 - 木野花（第3・8集） 
春菜的母親。
倉持堅 - 児玉清（第2・3・6・8集） 
春菜的父親，廣小路製藥的宣傳部長。很在意春菜。
中沢和史 - 東根作寿英（第9集） 
貫井的學弟，但後來崛起後，對貫井態度就不佳。

## 製作人員
- 劇本：相澤友子
- 企畫：石原隆（フジテレビ）、鈴木吉弘（フジテレビ）
- 製作人：船津浩一（共同テレビ）
- 導演：若松節朗（第1・2・5・7・11集／共同テレビ）、村上正典（第3・4・6・8・10集／共同テレビ）、村谷嘉則（第9集／共同テレビ）
- 音樂：住友紀人
- 編成：長部聡介（フジテレビ）
- 製作輔助：山崎淳子
- 助導：村谷嘉則（共同テレビ）、佐藤さやか
- 廣報：清野真紀
- 攝影：伊藤清一
- 照明：加瀬弘行（FLT）、高橋幸司
- 聲音：国澤藤一（ブル）、矢川祐介
- 美術製作：杉川廣明（フジアール）
- 美術設計：塩入隆史（フジテレビ）
- 美術執行：泉佳子
- 大道具：西田裕一、石井洋介
- 裝飾：武藤順一（大晃商会）

## 主題曲及插曲
- 小田和正 「キラキラ」

## 標題及日本收視率
| 各集                                                        | 播放日        | 各集名稱 | 中文名稱                             | 收視率 |
| ----------------------------------------------------------- | ------------- | -------- | ------------------------------------ | ------ |
| 第1集                                                       | 2002年1月10日 |          | 30歲女性向終身雇用告別!!這是妳的故事 | 20.6%  |
| 第2集                                                       | 2002年1月17日 |          | 30歲女上班族的戀愛開始了!!           | 17.7%  |
| 第3集                                                       | 2002年1月24日 |          | 女人說謊的時候                       | 15.7%  |
| 第4集                                                       | 2002年1月31日 |          | 抱怨的風暴!懇求的業務員              | 16.3%  |
| 第5集                                                       | 2002年2月07日 |          | 吻!吻!吻!                            | 17.3%  |
| 第6集                                                       | 2002年2月14日 |          | 發生大問題!公司要倒了!               | 16.2%  |
| 第7集                                                       | 2002年2月21日 |          | 傷心時想要靠近的人                   | 15.7%  |
| 第8集                                                       | 2002年2月28日 |          | 緊急發生!前男友突然回國!             | 15.1%  |
| 第9集                                                       | 2002年3月07日 |          | 兩人獨處的夜                         | 17.2%  |
| 第10集                                                      | 2002年3月14日 |          | 再見                                 | 16.4%  |
| 最終集                                                      | 2002年3月21日 |          | 幸福降臨!!今晚跟你在一起             | 16.3%  |
| 平均收視率16.9% （ 關東地區的收視率・ビデオリサーチ社調查） |               |          |                                      |        |